# توشیبا سامسونگ
توشیبا سامسونگ (انگلیسی: Toshiba Samsung) شرکت سخت‌افزار ژاپنی است، که در سال ۲۰۰۴ توسط شرکت‌های توشیبا و سامسونگ تأسیس شد.